# Liste der Naturdenkmale in der Samtgemeinde Fintel
Die Liste der Naturdenkmale in der Samtgemeinde Fintel nennt die Naturdenkmale in der Samtgemeinde Fintel im Landkreis Rotenburg (Wümme) in Niedersachsen. 

## Fintel
Seit dem 1. März 2022 sind in der Gemeinde Fintel diese Naturdenkmale verordnet.
| Bild | Bezeichnung                        | Ort, Lage                                          | Beschreibung | Schutzzweck | Nummer |
| ---- | ---------------------------------- | -------------------------------------------------- | --- | ----------- | ------ |
| BW   | Historischer Gehölzring bei Fintel | Fintel (53° 11′ 38,2″ N, 9° 39′ 28,1″ O)           | Ca. 850 m lange kreisförmige Anordnung von vorwiegend Eichenbäumen entlang eines Weges, die bis auf eine Lücke im Süden vollständig geschlossen ist. Diese große, kreisförmige Anordnung von Bäumen stellt eine schützenswerte Seltenheit und Eigenart dar. Vermutlich diente sie in der Vergangenheit als Begrenzung zwischen Weideland und den Ackerflächen auf der Bergkuppe. Nördlich von Fintel, gute 100 m nördlich der Fintau beginnt die Kreispflanzung, die sich einmal um den Feienberg erstreckt. |             | 007    |
| BW   | Hänge-Birken-Allee bei Fintel      | Fintel (53° 9′ 50,8″ N, 9° 39′ 0,3″ O)             | Ca. 710 m lange Allee, fast vollständig aus Birken bestehend. Die Allee ist aufgrund ihrer Bedeutung für die Landeskunde (Birken prägen diesen moorigen Naturraum), ihrer Seltenheit, in Form der recht einheitlichen Gestalt, und ihrer Schönheit schützenswert. Die Allee befindet sich an der K 211, sie beginnt direkt hinter dem westlichen Ortsausgang Richtung Ostervesede und endet nach ca. 700 m.                                                                                                  |             | 011    |
| BW   | Sommer-Linden-Allee in Fintel      | Fintel Osterberg (53° 10′ 15,3″ N, 9° 40′ 29,8″ O) | Die Linden der Allee, die eine Länge von etwa 390 m aufweist, stehen so dicht beisammen, dass die Kronen größtenteils ein geschlossenes Dach bilden. ie Allee ist aufgrund ihrer Bedeutung für die Naturkunde (Lindenbäume dienen hervorragend als Bienenweiden) und ihrer Schönheit schützenswert. Die Allee beginnt vor dem Haus am „Osterberg“ Nr. 4 in Fintel und endet 114 m hinter dem Haus am „Osterberg“ Nr. 20.                                                                                     |             | 012    |
| BW   | Friedenseiche in Fintel            | Fintel (53° 10′ 9,1″ N, 9° 39′ 57,7″ O)            | Ca. 23 m hohe und 24 m breite Stiel-Eiche mit halbkugelförmigen Wuchs. |             | 15     |

## Helvesiek
Seit dem 1. März 2022 sind in der Gemeinde Helvesiek diese Naturdenkmale verordnet.
| Bild | Bezeichnung                   | Ort, Lage                                   | Beschreibung | Schutzzweck | Nummer |
| ---- | ----------------------------- | ------------------------------------------- | --- | ----------- | ------ |
| BW   | Rot-Eichen-Allee in Helvesiek | Helvesiek (53° 12′ 59,5″ N, 9° 29′ 15,3″ O) | Die ca. 240 m lange Allee besteht aus Rot-Eichen mit einem maximalen Stammumfang von 3,01 m, ein Kronenschluss ist größtenteils vorhanden. Die Allee ist aufgrund ihrer Seltenheit bezüglich der Baumart und ihrer Bedeutung für das Ortsbild schützenswert. Die Allee beginnt auf Höhe des Grundstücks "Große Straße" Nr. 9 und endet bei Hausnummer 28 in Helvesiek. |             | 024    |

## Lauenbrück
Seit dem 1. März 2022 sind in der Gemeinde Lauenbrück diese Naturdenkmale verordnet.
| Bild | Bezeichnung                              | Ort, Lage                                                       | Beschreibung | Schutzzweck | Nummer |
| ---- | ---------------------------------------- | --------------------------------------------------------------- | --- | ----------- | ------ |
| BW   | Hänge-Birken-Allee bei Lauenbrück-Stelle | Lauenbrück und Stemmen-Vahlde (53° 12′ 48,6″ N, 9° 38′ 18,6″ O) | Ca. 1,14 km lange Allee von Hänge-Birken, die wie weiße Säulen ohne besondere Ordnung aus dem Boden ragen. Die Allee ist aufgrund ihrer Bedeutung für die Landeskunde (Birken prägen diesen moorigen Naturraum), ihrer Seltenheit, in Form der recht einheitlichen Gestalt, und ihrer Schönheit schützenswert. Die Allee befindet sich an der K 222, sie beginnt 70 m hinter der Kreuzung in Lauenbrück-Stelle und endet nach 1,4 km, wo südlich ein Waldbestand beginnt. |             | 015    |

## Vahlde
Seit dem 1. März 2022 sind in der Gemeinde Vahlde diese Naturdenkmale verordnet.
| Bild | Bezeichnung                  | Ort, Lage                                | Beschreibung | Schutzzweck | Nummer |
| ---- | ---------------------------- | ---------------------------------------- | --- | ----------- | ------ |
| BW   | Alte Eichen-Allee bei Vahlde | Vahlde (53° 11′ 19,4″ N, 9° 37′ 12,8″ O) | Etwa 1,1 km lange Allee aus Stiel-Eichenbäumen, die eine sehr große Homogenität aufweist. Die Bäume bilden in Längs- und Querrichtung einen Kronenschluss aus. Diese Allee weist sich durch ihre fast durchgängig homogene Gestalt, wie sie nur selten anzutreffen ist, ihr Alter und ihre bemerkenswerte Schönheit aus. Die Allee befindet sich in der Straße „Im Kloster“, sie beginnt direkt am östlichen Ortsausgang von Vahlde Richtung Lauenbrück. |             | 014    |

## Hinweis
Im Jahr 2019 wurden die Verordnungen über zahlreiche Naturdenkmale im Landkreis aufgehoben.